# 은하초등학교
은하초등학교는 대한민국 충청남도 홍성군 은하면 대천리에 있는 초등학교다.

## 학교 연혁
- 1933년 6월 20일 은하공립보통학교로 개교(4년제)
- 1934년 3월 31일 6년제로 개편
- 1938년 4월 1일 은하공립심상소학교로 개칭
- 1941년 4월 1일 은하공립국민학교로 개칭
- 1947년 4월 1일 은하국민학교로 개칭
- 1981년 3월 6일 병설유치원 개원(1학급)
- 1994년 3월 1일 대하국민학교 통폐합
- 1996년 3월 1일 은하초등학교로 개칭
- 2005년 2월 18일 제69회 졸업(졸업생 총 수 5433명)
- 2011년 3월 1일 초등학교 6학급, 특수학급 1학급, 유치원 1학급 편성
- 2012년 3월 2일 융합인재 육성 군지정 연구학교 운영
- 2015년 2월 12일 제79회 졸업(졸업생 총 수 5,562명)
- 2017년 2월 10일 제81회 졸업 (졸업생 총수 : 5,574명)
- 2017년 3월 1일 초등학교 6학급, 특수학급 1학급, 유치원 1학급 편성.
- 2025년 3월 1일 초등학교 5학급, 유치원 1학급 편성.

## 참고 자료
- 은하초등학교 - 한국교육학술정보원 학교알리미